# Baron Wedgwood
Baronowie Wedgwood 1. kreacji (parostwo Zjednoczonego Królestwa)
- 1942–1943: Josiah Clement Wedgwood, 1. baron Wedgwood
- 1943–1959: Francis Charles Bowen Wedgwood, 2. baron Wedgwood
- 1959–1970: Hugh Everard Wedgwood, 3. baron Wedgwood
- 1970 -: Piers Anthony Weymouth Wedgwood, 4. baron Wedgwood

Dziedzic tytułu barona Wedgwood: Anthony John Wedgwood, kuzyn 4. barona